# Football Club Legnago Salus
Il Football Club Legnago Salus S.r.l., meglio nota come Legnago, è una società calcistica italiana con sede nella città di Legnago, in provincia di Verona. Milita in Serie D, quarta serie del campionato italiano di calcio.

## Storia
L'attività calcistica nasce a Legnago nell'agosto 1920 e con varie denominazioni (U.S. Legnaghese, Liberi Calciatori, A.C. Valerio Valery, A.C. Legnago, U.S. Salus, A.C. Isothermo, A.C. Riello Legnago, A.C. Legnago Salus).
Nella stagione 1921-1922 la Legnaghese disputa il campionato di Prima Categoria dopo aver inaspettatamente vinto il campionato di Promozione Veneta nello spareggio finale del 12 giugno 1921 contro il Mestre (1-0). Nel campionato 1921-22 si salverà (arriverà 5^ su sei partecipanti del girone), ma con la nuova formula 1922-23 (dopo il Compromesso Colombo) vedrà il Legnago retrocesso in Seconda Divisione.
Nel 1927 il calcio a Legnago rinasce con la Associazione Calcio Valerio Valery, squadra voluta dal gerarca fascista Valerio Valeri, comandante della Brigata Nera di Verona. Alla squadra fu dato il nome di una persona ancora vivente, cosa non comune all'epoca.
Valerio Valeri fu per caso riconosciuto da un legnaghese a Bergamo a guerra finita. Portato in carcere, fu riconosciuto responsabile di numerosi rastrellamenti e sevizie su persone arrestate nonché di fucilazione di partigiani. La Corte d'Assise straordinaria di Verona lo condannò alla pena capitale a mezzo fucilazione, che fu eseguita il 16 novembre 1945.
Nel 1943-1944 il Legnago partecipò ad un campionato di guerra, con gironi regionali e finali per l'assegnazione del titolo di campione d'Italia. Il Legnago militava nel girone A del Veneto con Venezia, Treviso, Padova, Bassano, Mestre e Rovigo e conquistò 6 punti. I Vigili del Fuoco della Spezia vinsero lo scudetto dopo le partite finali disputate all'Arena di Milano con Torino e Venezia.
Nel 1945-1946 il Legnago vinse il campionato di Serie C e perse la finale per l'ammissione alla serie B. Nella stagione 1963-1964 l'Isothermo Legnago fu promosso in Serie D dopo due spareggi con lo Schio, ma rinunciò poiché era vietata la pubblicità dello sponsor sulle maglie.
Nella stagione 1970-1971 il Legnago allenato da Gigi Menti fu promosso in Serie D.
Il risultato più alto della società bianco-azzurra fu raggiunto nella stagione 1971-1972 con il primo posto in Serie D condiviso con il Vigevano. Il 4 giugno 1972 allo stadio Rigamonti di Brescia, le due squadre disputarono lo spareggio di fronte a circa 7 000 spettatori, che di concluse con la sconfitta del Legnago per 1-0.
Il Legnago ha militato in quarta serie in tre periodi diversi: per tre stagioni dal 1952 al 1954, per altre nove dal 1971 al 1980 (i giocatori erano semiprofessionisti) e per altre nove stagioni, dal 1993 al 2002 nella nuova Serie D con presidenza Francesco Salvatore. Nel campionato 1994-95 il Legnago allenato da Gigi Manganotti che aveva fra le sue file Ezio Rossi, Perina, Mezzacasa e G.Pietro Zanaga conquistò il terzo posto dopo il Treviso, promosso in serie C, e la Triestina. Il Legnago poteva meritare il ripescaggio ma fu preferita la Triestina, nonostante un fallimento alle spalle. Nella stagione 1997-1998 il Legnago si classificò quinto e partecipò al postcampionato, ospitato nelle schedine del Totogol. In quella stagione la partita casalinga con il Trento registrò sugli spalti 1 200 spettatori.
Il 20 febbraio 1992 nella finalissima regionale sul neutro di Abano, il Riello Legnago allenato da Mario Maraschi vinse la Coppa Italia battendo ai rigori (5-2) il Contarina. A fine stagione, nonostante il 4º posto ottenuto, fu ripescato nel Campionato Nazionale Dilettanti a completamento dell'organico. Ritornò così a giocare a livello nazionale dopo l'ultima apparizione nel 1980 e vi restò consecutivamente fino al 2002, ottenendo il miglior risultato nella stagione 1994-1995 conclusa al 3º posto dietro a Treviso e Triestina e davanti al Bolzano.
Il 30 giugno 2001 il Legnago juniores allenato dal tandem Paolo Salvatore-Gigi Possente disputò a Lugo di Romagna la finalissima per il titolo italiano con il Fano, perdendo per 4-1.
Nel campionato 2001-2002, dopo nove stagioni consecutive di Serie D il Legnago fu retrocessa in Eccellenza avendo concluso all'ultimo posto. Il 12 maggio 2002, nell'ultima partita di serie D, giocata contro il Senigallia, i giocatori portarono sulle maglie la scritta "Nove anni di serie D non si dimenticano".
Nel 2002-2003 altra retrocessione, dall'Eccellenza alla Promozione avendo raggiunto il 15º posto nel campionato regionale.
Nel maggio 2003 cessa l'era Salvatore e alla guida della società subentra un nuovo direttivo con Franco Pesarin presidente e Pierluigi Bertelli vicepresidente. Primo allenatore della nuova era, per affrontare il campionato di Promozione 2003-2004, è Claudio Caroli, sostituito nel finale di campionato da Dante Tamagnini, che raggiunge il 9º posto in classifica.
L'11 settembre 2003 si è avuta l'inaugurazione della nuova tribuna coperta con la partita amichevole Legnago Salus-Modena.
Con la stagione 2004-2005 arriva sulla panchina mister Maurizio Testi e viene raggiunto un 8º posto finale. Al termine si ha uno scambio al vertice tra Bertelli che diventa presidente e Pesarin che passa a vice.
Nel campionato 2005-2006, i risultati poco convincenti portano all'esonero di Testi che nel novembre 2005 è sostituito da Patrizio Minozzi con l'intento di riportare la squadra nelle posizioni di vertice. Tuttavia, per un solo punto, il 6º posto finale non è valido per disputare i play-off.
L'11 giugno 2006 è stata celebrata la cerimonia d'intitolazione dello stadio comunale a Mario Sandrini (ex centrocampista del Legnago e medico) dopo referendum fra i lettori del giornale L'Arena. Tra i presenti, il legnaghese ed ex libero della nazionale Pierluigi Cera e il portiere Matteo Guardalben che iniziò la sua carriera proprio nel Legnago.
Nel 2006-2007 al 4º anno in Promozione la squadra è ben consolidata e riesce a dominare l'intero campionato con un punteggio record di 66 punti che vale il ritorno in Eccellenza. Il 29 aprile 2007, in occasione dell'ultima partita di campionato, nel derby con il Minerbe, allo stadio Sandrini è stato organizzato un evento celebrativo con musica, ospiti illustri (Gigi Menti e alcuni giocatori della sfiorata Serie C Fongaro, Grimelli, Sbampato, Tomizioli, Ferrarese, Moro).
L'atteso ritorno in Eccellenza per il campionato 2007-2008 si è concluso a centro classifica al 7º posto come peggior neopromossa del girone nei confronti di Somma, Albignasego e Marano, le prime due addirittura subito promosse in Serie D. A questo scopo Minozzi viene sostituito durante l'estate da Roberto Maschi che ha allenato la Sambonifacese nella categoria superiore.
La stagione 2008-2009, iniziata con buone pretese, vede sempre la squadra nei primi posti in classifica nonostante i risultati altalenanti trovandosi quindi a lottare nelle ultime giornate per agguantare la 2ª posizione (valida per i play-off) contro la matricola Monselice. Proprio nello scontro diretto alla penultima giornata, conclusosi con un 3-3 in rimonta il Legnago resta ancora in gioco per raggiungere la squadra avversaria, impresa che riesce all'ultima giornata con la sconfitta del Monselice e la vittoria del Legnago. Il 2º posto ha quindi permesso di disputare i play-off nazionali e tentare il ritorno in Serie D. La semifinale è contro la piemontese Aquanera; sul campo degli avversari il Legnago perde 1-0 e alla partita di ritorno in casa, conclusasi con uno 0-0, resta sancita la permanenza in Eccellenza.
Nella stagione 2009-2010, iniziata con l'obiettivo di conquistare la Serie D, fino alla 22ª giornata la squadra ha sempre dominato la classifica mantenendo il 1º posto davanti al Monselice ed ai rivali del Cerea. Proprio il Cerea ha raggiunto il Legnago in testa alla classifica fino alla 25ª giornata quando l'attesissimo scontro al vertice si è concluso con una vittoria del Legnago per 0-3 sul campo avversario di fronte ad un pubblico record per la città di Cerea (circa 1 100 spettatori). Nonostante le sconfitte con il CastelnuovoSandrà (avversario di fine stagione) e quella a tavolino contro il Valdagno, il Legnago conquista all'ultima giornata l'accesso alla Serie D con un gol a pochi minuti dal termine contro il Trissino di fronte al pubblico di casa.
Il ritorno dopo otto anni in Serie D nel 2010-2011 ricomincia dal girone B con Andrea Orecchia come allenatore. La squadra riesce a rimanere per tutta la stagione intorno alla zona play-off grazie soprattutto alle reti del bomber Correzzola, risulta infatti essere la formazione che ha segnato più gol (61) nell'intero girone. Il 5º posto finale a pari punti con Olginatese e Insubria Caronnese porta agli spareggi per entrare ai play-off contro la squadra lecchese: sul campo di Montichiari finisce però 2-2 e successivamente in sconfitta per 5-6 ai rigori.
Da ricordare in questa stagione il derby dopo 13 anni con il Mantova perso 1-0 in trasferta e concluso 0-0 sul campo casalingo di fronte a 1 400 spettatori.
Nella stagione 2011-2012 la squadra viene inserita nel girone C con Orecchia ancora alla guida, con l'obiettivo dei play-off e di ottenere per l'8º anno consecutivo il miglioramento in classifica rispetto alla stagione precedente, entrambi centrati a fine stagione con il 3º posto.
La zona play-off viene mantenuta sin dalle prime gare e con il procedere del campionato si stabilizza un duello ravvicinato per il secondo-terzo posto con la matricola Delta Porto Tolle all'inseguimento del Venezia.
Proprio nella partita casalinga contro il Venezia si è registrato un pubblico record stagionale di 1 800 spettatori grazie alle posizioni di vertice delle due squadre, l'incontro è inoltre stato trasmesso su RaiSport come quello sul campo del Delta.
In questa stagione il Legnago è risultata essere la formazione con il minor numero di reti subite dell'intero girone (24).
Nei play-off ha superato nell'ordine Montebelluna in casa 2-1, il Delta Porto Tolle in terra rodigina con lo stesso risultato; quindi nella Terza Fase ha avuto la meglio sull'Pontisola con un 1-0, nel turno successivo al Riviera delle Palme ha battuto la corazzata Sambenedettese ai calci di rigore 4-5 dopo l'1-1 nei tempi regolamentari, davanti a più di 4 500 spettatori. In semifinale è stato sconfitto dal SanDonàJesolo, secondo in Coppa Italia, per 2-0 nel campo neutro di Belluno, il 3 giugno 2012, data da ricordare come apice della storia del Legnago, parimenti allo spareggio perso contro il Vigevano nel 1972.
Nella stagione 2012-2013 si registra l'esonero a sorpresa di Orecchia dopo solo 9 partite a causa dei risultati che non hanno convinto la dirigenza. Al suo posto viene chiamato Ottoni. Nonostante il cambio, l'andamento della squadra rimane altalenante e la stagione si conclude all'11º posto. Da registrare durante il campionato il primo derby in Serie D con il Cerea nel quale si è registrato il numero più alto di presenze stagionali con 900 spettatori.
Nel campionato 2013-2014 il Legnago è affidato a Lorenzo Di Loreto. Dopo i 28 punti raccolti nel girone di andata il Legnago fatica in quello di ritorno, ma le vittorie finali a Darfo Boario e in casa contro l'Inveruno portano la salvezza matematica con 44 punti all'11º posto.
Per la stagione 2014-2015 il Legnago ingaggia un allenatore d'esperienza, Leonardo Rossi già in panchina con Teramo, Giacomense e S.P.A.L. in C2 ed Esperia Viareggio e Ravenna in C1. Dopo 14 giornate, Rossi viene esonerato e sostituito da Andrea Orecchia. Il 19 aprile 2015 durante l'incontro casalingo contro il Padova si è registrato il numero record di 2 000 spettatori (per due terzi ospiti), incontro che ha sancito il ritorno in Lega Pro dei biancoscudati. A fine stagione il Legnago si classifica all'11º posto come nelle precedenti due stagioni.
Nella stagione 2015-2016 la panchina rimane ad Andrea Orecchia, la squadra rimane a centro classifica raggiungendo la posizione più bassa (13º) tra la 14ª e la 15ª giornata, per poi risalire dalla 22ª giornata.
Dopo tre stagioni a centro classifica (con il 12º, 11º e 8º posto), nel 2018-2019 il team viene retrocesso dopo i play-out, persi con il Villafranca Veronese, per essere poi ripescato in estate.
L'anno successivo, guidato dal tecnico Massimo Bagatti, il Legnago raggiunge il secondo posto in campionato, interrotto a fine febbraio a causa della pandemia di COVID-19: tuttavia, quando la capolista Campodarsego rinuncia all'iscrizione alla Serie C, la squadra biancoblù ottiene la promozione al loro posto.
Dopo la salvezza conquistata nell'annata 2020-2021, e la retrocessione al termine della stagione seguente, nell'annata 2022-2023 il Legnago, affidato alla guida di Massimo Donati, vince il Girone C di Serie D con una giornata d'anticipo, guadagnandosi il ritorno fra i professionisti dopo un solo anno.
Tornati in C, i legnaghesi si rivelano una delle sorprese dell'annata 2023-2024. Infatti, la squadra disputa un'ottima stagione, conclusasi con un insperato sesto posto e l'ammissione ai playoff per la promozione in Serie B, ai quali escono al secondo turno per mano dell'Atalanta U23. Di tutt'altro tenore si rivela essere la stagione successiva (2024-2025); i biancoblu, inseriti nel girone B, militano infatti costantemente nei bassifondi della classifica, chiudendo ultimi e retrocedendo nella massima serie dilettantistica dopo due anni.

## Colori e simboli

### Colori
I colori della maglia del Legnago sono il bianco e l'azzurro.
- 1921-1922: maglia a righe verticali bianco-celesti, calzoncini e calze nere.
- 1927-1928: maglia bianca con bordi azzurri, calzoncini neri.
- 1963-1964: maglia giallo-arancione per l'Isothermo Legnago.
- 2008-2009: bianco-blu a strisce verticali, calzoncini e calze blu.

## Strutture

### Stadio
Il primo campo da gioco utilizzato dal Legnago fu il campo Fiera, chiamato comunemente La pista, una piazza molto grande dove abitualmente si svolgeva la compravendita del bestiame. Nel 1926 si giocava nel campo di via Frattini, in seguito acquisito dal Comune come Campo del Littorio diventando Comunale dopo il 1945. Nel 1968 venne inaugurato lo stadio attuale, sito in località Palazzetto e successivamente intitolato a Mario Sandrini.

## Palmarès

### Competizioni nazionali
- Serie C: 1

1945-1946 (girone C)

### Competizioni interregionali
- Serie D: 1

2022-2023 (girone C)

### Competizioni regionali
- Eccellenza: 1

2009-2010 (girone A)
- Promozione: 1

1970-1971 (girone A)
- Prima Categoria: 1

1963-1964 (girone B)
- Prima Divisione: 1

1958-1959 (girone A)
- Seconda Divisione: 1

1934-1935 (girone B, Veneto)
- Campionato italiano di terza divisione: 1

1929-1930 (girone B, Veneto)
- Coppa Italia Dilettanti Veneto: 2

1991-1992, 2007-2008

## Statistiche e record

### Partecipazione ai campionati nazionali
| Livello | Categoria                       | Partecipazioni | Debutto   | Ultima stagione | Totale |
| ------- | ------------------------------- | -------------- | --------- | --------------- | ------ |
| 1º      | Prima Categoria                 | 1              | 1921-1922 | 1921-1922       | 1      |
| 2º      | Promozione                      | 1              | 1920-1921 | 1920-1921       | 3      |
| 2º      | Seconda Divisione               | 2              | 1922-1923 | 1923-1924       | 3      |
| 3º      | Serie C                         | 7              | 1945-1946 | 2024-2025       | 7      |
| 4º      | Terza Divisione                 | 2              | 1927-1928 | 1928-1929       | 37     |
| 4º      | Seconda Divisione               | 5              | 1930-1931 | 1934-1935       | 37     |
| 4º      | Prima Divisione                 | 8              | 1935-1936 | 1942-1943       | 37     |
| 4º      | Promozione Interregionale       | 4              | 1948-1949 | 1951-1952       | 37     |
| 4º      | IV Serie                        | 3              | 1952-1953 | 1954-1955       | 37     |
| 4º      | Serie D                         | 15             | 1971-1972 | 2025-2026       | 37     |
| 5º      | Campionato Nazionale Dilettanti | 6              | 1993-1994 | 1998-1999       | 15     |
| 5º      | Serie D                         | 9              | 1978-1979 | 2013-2014       | 15     |

### Partecipazione ai campionati regionali
| Livello | Categoria             | Partecipazioni | Debutto   | Ultima stagione | Totale |
| ------- | --------------------- | -------------- | --------- | --------------- | ------ |
| I       | Terza Divisione       | 1              | 1929-1930 | 1929-1930       | 33     |
| I       | Promozione            | 8              | 1955-1956 | 1990-1991       | 33     |
| I       | Campionato Dilettanti | 1              | 1957-1958 | 1957-1958       | 33     |
| I       | Prima Categoria       | 17             | 1959-1960 | 1986-1987       | 33     |
| I       | Eccellenza            | 6              | 1991-1992 | 2009-2010       | 33     |
| II      | Prima Divisione       | 1              | 1958-1959 | 1958-1959       | 5      |
| II      | Promozione            | 4              | 2003-2004 | 2006-2007       | 5      |

## Tifoseria
I tifosi del Legnago risiedono principalmente nell'omonimo comune, ma si contano anche provenienze dalle frazioni di Porto e San Pietro.

### Gemellaggi e rivalità
Parte dei sostenitori biancoblù simpatizza per il Verona, essendo la squadra del capoluogo di provincia e ne condividono i gemellaggi.
La rivalità più antica e accesa dei legnaghesi, per motivi sportivi e campanilistici, è quella con il Cerea (per antonomasia il Derby della Bassa Veronese), essendo la squadra che hanno sfidato più volte tra ufficiali e amichevoli, grazie anche alla vicinanza dei due comuni. Altre rivalità da menzionare sono quelle con la Virtus Verona e quella sportiva con la Triestina, a causa della militanza delle suddette squadre nello stesso girone di Serie C.

## Organico

### Rosa 2024-2025
Aggiornata al 20 dicembre 2024.
| N. |                           | Ruolo | Calciatore              |
| -- | ------------------------- | ----- | ----------------------- |
| 1  | Italia (bandiera)         | P     | Andrea Rigon            |
| 5  | Italia (bandiera)         | C     | Federico Viero          |
| 6  | Slovenia (bandiera)       | D     | Luka Koblar             |
| 7  | Italia (bandiera)         | A     | Filippo Palazzino       |
| 8  | Italia (bandiera)         | D     | Enrico Casarotti        |
| 9  | Italia (bandiera)         | A     | Sebastiano Svidercoschi |
| 10 | Slovenia (bandiera)       | C     | Elian Demirovic         |
| 11 | Italia (bandiera)         | C     | Luca Zanetti            |
| 14 | Italia (bandiera)         | D     | Martino Travaglini      |
| 17 | Romania (bandiera)        | D     | Robert Toma             |
| 18 | Italia (bandiera)         | A     | Alessandro Rossi        |
| 19 | Costa d'Avorio (bandiera) | C     | Aboubakar Diaby         |
| 20 | Gambia (bandiera)         | A     | Ousmane Banse           |
| 21 | Italia (bandiera)         | D     | Giacomo Ruggeri         |
| 22 | Italia (bandiera)         | P     | Giacomo Toniolo         |

| N. |                           | Ruolo | Calciatore          |
| -- | ------------------------- | ----- | ------------------- |
| 23 | Italia (bandiera)         | C     | Vincenzo Muteba     |
| 25 | Italia (bandiera)         | C     | Francesco Bombagi   |
| 26 | Italia (bandiera)         | D     | Mario Noce          |
| 27 | Italia (bandiera)         | D     | Federico Ampollini  |
| 28 | Italia (bandiera)         | D     | Francesco D'Amore   |
| 30 | Costa d'Avorio (bandiera) | C     | Olamide Ibrahim     |
| 32 | Italia (bandiera)         | D     | Gianmaria Zanandrea |
| 73 | Italia (bandiera)         | D     | Luciano Ballan      |
| 75 | Argentina (bandiera)      | D     | Gregorio Tanco      |
| 90 | Francia (bandiera)        | D     | Pathy Malumandsoko  |
| 91 | Italia (bandiera)         | P     | Filippo Perucchini  |
| 98 | Italia (bandiera)         | P     | Andrea Berto        |
| 93 | Italia (bandiera)         | C     | Andrea Franzolini   |
| 99 | Italia (bandiera)         | A     | Alberto Basso Ricci |